# Helmer Bomhoff
Helmer Adolf Bomhoff (født 28. august 1916 på Frederiksberg, død 4. april 1998) er tidligere prokurist og modstandsmand under anden verdenskrig.
Helmer Bomhoff er søn af Gunnar Bomhoff og var gift med Elisabeth Bomhoff. Parrets villa i Hjortekær nær Dyrehaven gav husly til mange modstandsfolk under krigen. Blandt de mest kendte var Flammen og Citronen samt Frode Jakobsen. 
Den 19. september 1944 blev Citronen iført politiuniform sammen med Helmer Bomhoff anholdt ved en tysk vejspærring og gadekontrol ved Nørre Allé i København, da de kom kørende i en personbil. Det lykkedes dem at undslippe fra det tyske politi i forvirringen. Bomhoff blev såret og bragt til Frederiksberg Hospital, hvor han blev opereret for de skudsår, han havde pådraget sig ved flugten.
Gunnar Bomhoff, Helmer Bomhoff og Elisabeth Bomhoff blev senere arresteret af Gestapo.
Efter ophold i Vestre Fængsel blev de ført til Frøslevlejren. Helmer og Elisabeth Bomhoff blev skilt i 1953.